# Jørgen Rosenkrantz (1774-1831)
 For alternative betydninger, se Jørgen Rosenkrantz. (Se også artikler, som begynder med Jørgen Rosenkrantz)
Jørgen baron Rosenkrantz (13. december 1774 på Villestrup – 15. december 1831 på Sophiendal) var en dansk baron, officer og eventyrer. Hans forældre var Iver baron Rosenkrantz og Marie Elisabeth Dorothea Lente Adeler. Da Jørgen Rosenkrantz var blandt de yngste i en stor søskendeflok, var det tidligt bestemt, at hans fremtid lå i militæret. Således blev han allerede som 7-årig i 1781 indskrevet som sekondløjtnant i infanteriet; en titel der dog ikke havde en praktisk betydning. 1783 sekondløjtnant à la suite ved Fodgarden. 1786-93 landkadet. Han drog nu til Hessen, hvor han lod sig hverve til menig jæger. 1791 premierløjtnant à la suite. 1797 løjtnant ved et hessisk jægerkorps. 1804 kaptajn ved den lette hessiske brigade. 1807 dansk kaptajn à la suite ved 2. sjællandske bat. lette inf. Han blev dog afskediget herfra efter ansøgning kort efter. 1808 ritmester og eskadronchef i westphalsk tjeneste ved regiment Garde du Corps. Han deltog her i sammensværgelse mod Napoleons herredømme og skulle egentlig have været skudt, men det lykkedes ham at flygte til Danmark. 1811 blev han forpagter af gården Vedø på Djursland, som han sidenhen købte. 1821 købte han Sophiendal, som han var parthaver i gennem en medgift fra sin anden hustru. 
Jørgen Rosenkrantz var gift to gange. Første gang 3. december 1797 med Christiane Marie Sophie Marquard (1779-1849). Ret uset blev de dog skilt allerede i 1806. 19. marts 1812 gifter han sig igen. Denne gang med baronesse Birgitte Charlotte Reedtz-Thott (1788-1868), datter af Holger Reedtz-Thott til Gavnø.